# Aktivismus (Kurt Hiller)
Aktivismus nannte sich eine von 1914 bis in die 1920er Jahre bestehende pazifistische Bewegung in Deutschland. Sie wurde von dem Schriftsteller und Publizisten Kurt Hiller gegründet und erstrebte eine „Aktivierung des Geistigen zur Herbeiführung einer neuen Menschheitsära“ (Aufbruch zum Paradies).

## Geschichte
Der Aktivismus bildete eine Art Nebenströmung des Expressionismus. Es handelt sich um einen losen Zusammenhang vor allem von Literaten, die einen überwiegend literarisch und literaturkritisch geprägten Diskurs pflegten. Den verschiedenen Richtungen dieser Bewegung gemeinsam war die pazifistisch-sozialistische Tendenz. Eines der publizistischen Organe war Das Ziel. Jahrbuch für geistige Politik. Von 1916 bis 1924 erschienen insgesamt fünf Jahrbücher, zunächst in Berlin bei Georg Müller und München, dann Leipzig (Kurt Wolff). Nach Ursula Baumeister ist Aktivismus der kulturradikale Flügel des Expressionismus und ein ästhetisches Programm.

## Vertreter und Mitarbeiter
Namhafte Vertreter und Mitarbeiter an den verschiedenen Organen der Bewegung waren:
- Alfred Kerr
- Friedrich Bauermeister
- Max Brod
- Walter Benjamin
- Hans Blüher
- Richard Nikolaus von Coudenhove-Kalergi
- Max Deri
- Hedwig Dohm
- Frederik van Eeden
- Felix Emmel
- Otto Flake
- Salomo Friedlaender
- Karl Gareis
- Hellmut von Gerlach
- Theodor Haubach
- Otto Ernst Hesse
- Ernst Hierl
- Kurt Hiller
- Magnus Hirschfeld
- Rudolf Kayser
- Hermann Kesser
- Hans Koch-Dieffenbach
- Alfred Kubin
- Alfred Kurella
- Gustav Landauer
- Berta Lask
- Alfred Lemm
- Rudolf Leonhard
- Heinrich Mann
- Richard Mattheus
- Leo Matthias
- Robert Müller
- Hans Natonek
- Carl von Ossietzky
- Kurt Pinthus
- Walther Rilla
- Ludwig Rubiner
- Hugo Sinzheimer
- Helene Stöcker
- Frank Thieß
- Arnold Ulitz
- Johannes Maria Verweyen
- Carl Maria Weber
- Armin T. Wegner
- Alfred Wolfenstein
- Gustav Wyneken